# Gendingan (Widodaren)
Gendingan is een bestuurslaag in het regentschap Ngawi van de provincie Oost-Java, Indonesië. Gendingan telt 6134 inwoners (volkstelling 2010).